# Kagalaska
Kagalaska (en anglès: Kagalaska Island; en aleutià: Qigalaxsix̂) és una illa que forma part del grup de les illes Andreanof, al sud-oest de les illes Aleutianes, Alaska. L'illa fa 14,5 quilòmetres de llarg per 11,3 d'ample, amb un total de 164 km². Es troba separada de l'illa Adak per l'estret de Kagalaska, el qual fa tan sols uns 400 metres d'amplada. A l'est hi ha l'illa Little Tanaga, de la qual es troba separada per l'estret Little Tanaga, d'1,9 quilòmetres d'amplada.
L'illa està coberta per matollar i dunes de sorra, a diferència de moltes altres illes d'Alaska, que acullen pronunciades i escarpades costes. Kagalaska acull a la seva superfície un important nombre de nius d'aus marines i durant l'estiu és un indret càlid i indoni per a l'observació de foques.